# La colpa dell'abate Mouret
La colpa dell'abate Mouret - pubblicato in Italia come Il fallo dell'abate Mouret -  (titolo originale La Faute de l'abbé Mouret) è il quinto romanzo della serie in 22 volumi I Rougon-Macquart dello scrittore francese Émile Zola, pubblicato nel 1875. Violentemente anticlericale nei toni, è ambientato in un remoto e isolato villaggio provenzale. Qui, un parroco sarà lacerato dalla scelta tra la vocazione religiosa e l'amore per una donna.
Dal romanzo fu tratto nel 1970 un film franco-italiano diretto da Georges Franju ed intitolato L'amante del prete.

## Trama
Serge Mouret, figlio di François Mouret (a sua volta figlio di Ursule Macquart, figlia di Adelaïde Fouquet) e della cugina Marthe Rougon (figlia di Pierre Rougon, figlio di Adelaïde Fouquet), è il giovane parroco (abbé, in francese, non è utilizzato soltanto in riferimento ad un abate) di un villaggio del Mezzogiorno della Francia, dal carattere mite e buono. Egli vive in una canonica insieme alla sorella Desirée, nella certezza della sua fede e convinto che i peccatori devono essere aiutati a superare le loro debolezze.
Nello stesso paese vive frate Archangias, uomo dal carattere violento, che rimprovera Mouret per la sua bontà, dal momento che egli è convinto che il peccato debba ad ogni costo essere sterminato.
Un giorno il giovane Mouret accompagna lo zio materno, il dottor Pascal Rougon, che si recava a visitare il guardiano del grande parco "Paradou", un uomo materialista e misantropo di nome Jeanbernat che era ammalato, nella speranza di riuscire a convertirlo.
Insieme a Jeanbernat vive la giovane nipote Albine in piena libertà nella natura e quando poco tempo dopo Mouret viene condotto dallo zio al Paradou nella speranza di guarirlo da una febbre mortale che lo aveva assalito, il giovane prete, sotto le cure di Albine, si abbandona allo splendore del luogo e si lascia andare alla tenerezza per la giovane della quale si innamora. 
I due giovani trascorrono così giorni pieni di felicità fino a quando il frate Archangias, che vuole distogliere dal peccato Serge, riesce ad allontanarlo da quel luogo e da Albine. Serge ritorna così alla sua vita di sempre, tormentato inoltre dal peccato commesso, trascorrendo le ore e i giorni nella preghiera e nella sofferenza. Quando Albine si reca nel luogo in cui vive Serge per convincerlo a ritornare da lei, egli oppone resistenza e si rivolge ancora di più a Dio.  In un momento di debolezza si recherà ancora una volta al Paradou ma sarà la volta in cui dirà addio per sempre alla fanciulla amata e mentre egli crede di compiere così la sua ascesi, Albine, che non si dà pace per l'abbandono, non riesce più a sentire l'incanto di quel giardino e, riempita la sua stanza di fiori dal profumo intenso, muore soffocata nel sonno portando con sé la creatura che portava nel grembo.
Serge, pieno di dolore ma sereno, metterà l'ultima zolla di terra sulla tomba di Albine concludendo con il sacrificio la sua sofferenza.

## Edizioni italiane
- Il fallo dell'abate Mouret, trad. di Bruno Sperani, Fratelli Treves, Milano 1880
- Il fallo dell'abate Mouret, trad. di Francesco Picchianti, Adriano Salani Editore, Firenze 1896
- Il fallo dell'abate Mouret, trad. di Giuseppe Lubrano, Lubrano, Napoli 1905; Bideri, Napoli 1917 (con prefazione di Achille Macchia)
- trad. anonima, Bietti, Milano 1928
- Il fallo dell'abate Mouret, trad. di Giovanni Vaccaro, Edizioni Madella & C., Milano 1932; Aurora, Milano 1937; Lucchi, Milano 1952-1965
- Il fallo dell'abate Mouret, traduzione di Francesca Bartoli, Collana Futuro anteriore, Roma, Theoria, 2019, ISBN 978-88-549-8033-4.